# Châtenay (Isère)
Châtenay is een gemeente in het Franse departement Isère (regio Auvergne-Rhône-Alpes) en telt 303 inwoners (1999). De plaats maakt deel uit van het arrondissement Grenoble.

## Geografie
De oppervlakte van Châtenay bedraagt 4,6 km², de bevolkingsdichtheid is 65,9 inwoners per km².
De onderstaande kaart toont de ligging van Châtenay (Isère) met de belangrijkste infrastructuur en aangrenzende gemeenten.

## Demografie
Onderstaande figuur toont het verloop van het inwonertal (bron: INSEE-tellingen).